# Klaas Kerkhoven
Klaas Kerkhoven (ca. 1932) is een Nederlands politicus van de PvdA.
Hij was gemeentesecretaris van de Zeevang voor hij in april 1973 benoemd werd tot burgemeester van Ilpendam. In 1983 werd hij daarnaast waarnemend burgemeester van Jisp. Op 1 januari 1991 hielden beide gemeente op te bestaan waarop hij vervroegd met pensioen ging. Vanaf oktober van dat jaar was hij nog enige tijd waarnemend burgemeester van Oostzaan ter tijdelijke vervanging van de zieke Piet Beuse.